# Cal Sant Antoni
Cal Sant Antoni, o Cal Coco, és un casal del municipi del Molar (Priorat) inclòs en l'Inventari del Patrimoni Arquitectònic de Catalunya.

## Descripció
Edifici d'aspecte massís, de planta quadrada, amb planta baixa, dos pisos i golfes, bastit de paredat i cobert per teulada a quatre vessants. A la planta baixa s'obren la portalada de pedra al damunt d'aquesta és visible un arc de descàrrega, hi és present la data de 1835, i dues finestres. Al primer pis hi ha dos balcons i tres al segon, que sembla la planta noble. A les golfes hi ha cinc finestres amb dintell d'arc de mig punt.
L'entrada és àmplia, amb una galeria correguda a l'altura del primer pis. És interessant el ràfec de pedra, tipològicament diferent de la forma habitual a la comarca, bastit de rajola.

## Història
L'edifici fou bastit el 1835 per una de les famílies més antigues de la població, on es serva encara la casa dita Cal Coco Vell, per contraposició a la casa nova. La memòria popular conserva un pintoresc origen d'aquesta construcció: es diu que un monjo de Scala Dei fugia del convent els dies abans de produir-se l'abandonament definitiu de la cartoixa a causa de la llei de desamortització. Anava amb una mula carregada de tresors del convent quan arribà al Molar i la bèstia li caigué a terra, exhausta del viatge. Ell exclamà "Sant Antoni!" i fou acollit per la gent del poble. Amb els diners que duia feu bastir una casa que conserva el nom de l'exclamació.